# Bailly (Yvelines)
Bailly è un comune francese di 4 108 abitanti situato nel dipartimento degli Yvelines nella regione dell'Île-de-France.
Il territorio comunale è bagnato dal Ru de Gally.

## Società

### Evoluzione demografica
Abitanti censiti